# Ricky Kromodihardjo
Ricky Kromodihardjo is een Surinaams ondernemer, politicus, en bestuurder. In 2010 was hij een van de kandidaten om minister Martinus Sastroredjo op te volgen. In 2015 maakte hij kortstondig zijn entree in De Nationale Assemblée (DNA). Hij werd rond dezelfde tijd benoemd tot directeur van het Staatsziekenfonds (SZF). Aan die functie gaf hij de voorkeur waardoor hij DNA voortijdig verliet.

## Biografie
Kromodihardjo begon zijn politieke loopbaan bij de Javaanse partij KTPI, waarvoor hij rond 2010 een van de leidende personen was. Zijn partijgenoot Martinus Sastroredjo kwam vier maanden na de verkiezingen van 2010 onder vuur te liggen als minister van Ruimtelijke Ordening, Grond- en Bosbeheer. Vanaf 9 november maakte Kromodihardjo deel uit van een commissie die het functioneren van het ministerie onderzocht; op 3 april 2011 werd een rapport gepresenteerd met vernietigende oordelen over de top van het ministerie. Nog ervoor, in december 2010, werd Sastroredjo uit zijn functie ontheven.
De KTPI droeg Kromodihardjo op 21 december voor als opvolger. Tijdens zijn kandidaatstelling werd een civiele rechtszaak bekend, waarin zijn oud-werkgever HEM Suriname een bedrag van 13.000 euro van hem had teruggevorderd. Dit bedrag zou van Kromodihardjo zijn gestolen tijdens een gewelddadige inbraak in 2004, waarna hij zelf twee weken in het ziekenhuis belandde. De rechter achtte Kromodihardjo niettemin voor het verlies verantwoordelijk. Andere zaken, waaronder van HEM tegen zijn reclamebedrijf, werden door de rechter afgewezen. Kromodihardjo bezweek uiteindelijk onder de druk van de publiciteit rond zijn persoon en trok zijn kandidatuur op 5 januari 2011 in.
In april 2015 werd Kromodihardjo gepresenteerd als de nummer 8 in Paramaribo voor de verkiezingslijst van de Nationale Democratische Partij van Desi Bouterse. Een week later werd de goedkeuring van de Raad van Ministers bekendgemaakt voor zijn benoeming tot directeur van het Staatsziekenfonds (SZF). Na de verkiezingen van 2015 werd hij nog wel in DNA geïnstalleerd, maar in september verkoos hij zijn functie als directeur van de SZF boven het DNA-lidmaatschap. Ruchsana Ilahibaks nam zijn zetel daar van hem over. Enkele maanden na het aantreden van het kabinet-Santokhi werd hij in oktober 2020 bij het Staatsziekenfonds opgevolgd door Amar Randjitsing.